# Ollerías (Córdoba)
Ollerías es un barrio de la ciudad de Córdoba (España), perteneciente al distrito Centro. Está situado en zona norte del distrito. Limita al norte con el barrio de El Carmen; al este, con el barrio de Zumbacón-Gavilán; al sur, con los barrios de San Lorenzo y Santa Marina; y al oeste, con el barrio de Campo de la Merced-Molinos Alta.

## Monumentos y lugares de interés
- Jardines del Santo Cristo
- Puerta del Colodro
- Chimenea de la antigua fábrica de San Antonio